# 켄 블락
켄 블락(Ken Block)이라 불리는 케네스 폴 블락(Kenneth Paul Block, 1967년 11월 21일 ~ 2023년 1월 2일)은 후니건 레이싱 디비전(Hoonigan Racing Division, 구 몬스터 월드 랠리 팀) 소속의 미국 프로 랠리 드라이버이다. 켄 블락은 디씨 슈즈의 공동 창립자 중 한 명이다. 스케이트보드, 스노보드, 모터크로스 등 많은 액션 스포츠 경기에 참여하였다. 디씨 슈즈의 소유권을 매각한 후에는 자동차 애호가를 위한 의류 브랜드인 후니건 인더스트리(Hoonigan Industries)를 운영했다. 2023년 1월 2일 유타주에서 스노모빌 사고로 사망했다.